# Faf de Klerk
Francois „Faf” de Klerk (wym. afr. [ˈfaf də ˈklɛrk], ur. 19 października 1991 w Nelspruicie) – południowoafrykański rugbysta występujący na pozycji łącznika młyna. Reprezentant kraju, drużynowy mistrz świata.

## Młodość
Urodził się i wychowywał w mieście Nelspruit, stolicy prowincji Mpumalanga. W młodości uprawiał liczne dyscypliny sportu – przede wszystkim krykiet, ale także rugby, gimnastykę czy lekkoatletykę. Uczęszczał do miejscowej Laerskool Bergland, gdzie jako łącznik młyna był kapitanem szkolnej drużyny rugby. Następnie był uczniem szkoły średniej Hoërskool Nelspruit, jednak w wieku 15 lat przeniósł się do Pretorii do Hoërskool Waterkloof. Początkowo De Klerk zamieszkał w internacie, jednak już po kilku miesiącach do miasta sprowadzili się także jego rodzice. Przyszły reprezentant kraju placówkę w Pretorii wybrał z uwagi na poziom drużyny krykieta, niemniej szybko przebił się także do szkolnej reprezentacji rugby prowadzonej przez Jimmy’ego Stonehouse’a. Z uwagi na braki kadrowe w czasie międzyszkolnych rozgrywek grywał zarówno na pozycji łącznika młyna, jak i jako łącznik ataku. W 2008 roku wraz ze zespołem „Klofies” sięgnął po puchar Beeld-trofee, rok później także docierając do finału tych szkolnych rozgrywek.
Jednocześnie w 2007 roku Faf dołączył do akademii regionalnej drużyny Blue Bulls. W jej barwach wystąpił m.in. w dorocznym ogólnokrajowych turniejach dla zespołów do lat 16 (Grant Khomo Week, 2007) i 18 (Academy Week, 2009). Jednocześnie nie został włączony do składu ekipy z Pretorii na bardziej prestiżowy turniej U-18 – Craven Week, w którym jednak wziął udział w barwach mieszanej drużyny pod nazwą „SA Academy”. Ostatecznie drużyna Blue Bulls nie zaproponowała mu młodzieżowego kontraktu w zespole do U-19, wobec czego ukończywszy w 2009 roku szkołę średnią i korzystając z uzyskanego stypendium, rozpoczął studia na Uniwersytecie w Johannesburgu. Dołączył wówczas do miejscowej drużyny Golden Lions, co ostatecznie skłoniło go do rezygnacji z uprawiania innych dyscyplin sportu. Z zespołem akademii Golden Lions występował w ogólnokrajowych zawodach do lat 19 i 21, grając przeważnie jako łącznik ataku. W ocenie ówczesnego sztabu szkoleniowego był zbyt niski i drobny by przebić się w zawodowym rugby, w konsekwencji czego drużyna z Johannesburga nie przedstawiła mu profesjonalnej umowy. Jak sam później podkreślał, De Klerk nigdy nie przejmował się uwagami na temat swojego wzrostu, wierząc niezmiennie w swoje możliwości.

## Kariera klubowa
Po tymczasowym powrocie do ekipy Blue Bulls gracz dołączył do Pumas – drużyny reprezentującej prowincję Mpumalanga w niższej dywizji Currie Cup. Zespół prowadził wówczas Stonehouse’a, były trener szkolny z Pretorii. W porównaniu do młodzieżowej umowy z Golden Lions De Klerk otrzymał wówczas trzykrotną podwyżkę, do 3 tys. randów miesięcznie. Większą część sezonu 2012 spędził na ławce rezerwowych, rozgrywając łącznie w Currie Cup i Vodacom Cup 13 spotkań, z czego zaledwie cztery w pierwszym składzie. W tym samym czasie mając na względnie swoje warunki fizyczne, skoncentrował się ostatecznie na roli łącznika młyna.
Kiedy w 2013 roku do grającej w lidze Super Rugby drużyny Southern Kings wypożyczony został Shaun Venter, De Klerk został podstawowym zawodnikiem Pumas. Rozegrał wówczas 26 spotkań, w tym 16 w Currie Cup (13 spośród nich w wyjściowym ustawieniu). Drużyna z Mbombeli wygrała wszystkie pojedynki w Currie Cup First Division, a następnie po zwycięstwie w dwumeczu z Griquas awansowała do wyższej klasy rozgrywkowej (Premier Division).
Dobre występy dla Pumas spowodowały, że De Klerk w pierwszej połowie 2014 roku został wypożyczony do ekipy Lions z ligi Super Rugby (w drugiej części roku powrócić miał do Pumas na mecze w Currie Cup). Kiedy nawracająca kontuzja wykluczyła z gry podstawowego łącznika młyna drużyny Michaela Bondesio, wychowany w Nelspruicie zawodnik otrzymał szansę gry. Wraz z łącznikiem ataku Marnitzem Boshoffem zadebiutował już w pierwszej kolejce przeciwko Cheetahs, prezentując się z dobrej strony. W następnym spotkaniu, w którym Lions rozbili Stormers 34:10, dwaj wymienieni rugbyści zostali wspólnie wybrani najlepszymi zawodnikami na placu gry. W trakcie sezonu 2014 De Klerk tworzył z Eltonem Jantjiesem parę dynamicznych, napędzających grę Lions łączników wyróżniających się pod tym względem na tle rezerwowego duetu Ross Cronjé – Boshoff. Pod koniec rozgrywek De Klerk doznał kontuzji kolana, wobec czego nie był w stanie uczestniczyć w zmaganiach Pumas w Currie Cup.
Po powrocie do zdrowia ponownie był podstawowym graczem Lions, którzy zakończyli zmagania w Super Rugby jako druga drużyna konferencji południowoafrykańskiej. Już w marcu zespół z Johannesburga ogłosił, że De Klerk podpisał stałą umowę z Golden Lions Rugby Union, zgodnie z którą począwszy od 2016 roku miał zostać pełnoprawnym członkiem Lions (w Super Rugby) oraz Golden Lions w Currie Cup. W dalszej części 2015 roku De Klerk rozegrał jeszcze 10 spotkań w barwach Pumas w ramach Currie Cup.
W sezonie 2016 w Super Rugby ekipa Lions z 52 punktami zwyciężyła w swojej konferencji (Afryka II) i zajmując drugie miejsce w zbiorczej tabeli, awansowała do fazy pucharowej. De Klerk był kluczową postacią swojej drużyny, która dotarła aż do wielkiego finału rozgrywek. W rozgrywanym w Wellington meczu lepsi okazali się jednak gospodarze, zespół Hurricanes, który zwyciężył aż 20:3. Zbliżony – z perspektywy Lions – przebieg miał także kolejny sezon w tych rozgrywkach. Drużyna z Johannesburga zakończyła sezon zasadniczy na pierwszej pozycji. Następnie awansowała do finału, w którym na własnym obiekcie, Ellis Park przegrała z Nowozelandczykami z Crusaders 17:25. W trakcie rozgrywek ligowych De Klerk stracił miejsce w składzie na rzecz Cronjé. Rolę zmiennika pełnił także w decydującym o mistrzostwie meczu, choć aż 14 z 17 zdobytych punktów Lions uzyskali już po wejściu na boisko byłego gracza Pumas.
Jeszcze w maju 2017 roku do publicznej wiadomości podano, że zawodnik podpisał trzyletni kontrakt z klubem angielskiej Premiership – Sale Sharks. Media w kraju informowały o wynagrodzeniu De Klerka mającym po przeliczeniu wynieść 7 mln randów rocznie, kwotę niespotykaną w południowoafrykańskich warunkach. Po transferze do Europy De Klerkowi powierzono kluczową rolę w zespole, przekazując mu znaczną część odpowiedzialności za grę drużyny. Ponadto na boisku poza decyzjami w sprawie budowy poszczególnych akcji powierzono mu także wznawianie gry oraz wykonywanie kopów na bramkę. W swoim debiutanckim sezonie De Klerk rozegrał 22 mecze ligowe (wszystkie w podstawowym składzie), zdobywając w nich cztery przyłożenia i łącznie 97 punktów. Zadebiutował także w rozgrywkach europejskich w meczu European Rugby Challenge Cup ze Stade Toulousain. Jak sam wskazywał, gra w Anglii niosła ze sobą inne wyzwania niż na południowej półkuli zarówno pod względem stylu gry, jak i z uwagi na odmienne warunki pogodowe. Fakt ten zmusił go do rozwoju nowych umiejętności, w tym do poprawy i urozmaicenia zagrań piłki nogą, elementu niemalże nieobecnego w taktyce Lions. Wysoka forma i natychmiastowy wpływ na nową drużynę spowodowały, że po zakończeniu rozgrywek reprezentant RPA został nominowany do miana najlepszego zawodnika w lidze.
Rola De Klerka w drużynie z Sale była na tyle znacząca, że w ostatnich dniach 2018 roku przedłużył on swój kontrakt do roku 2023. Wedle medialnych doniesień otrzymana wówczas podwyżka miała podnieść zarobki zawodnika do poziomu 500 tys. funtów (11 mln randów) rocznie. W kwietniu 2019 roku ekipa Sharks dotarła do półfinału European Rugby Challenge Cup, w którym 20:24 uległa francuskiemu Stade Rochelais. Łącznie we wszystkich rozgrywkach łącznik młyna wystąpił w 23 spotkaniach, we wszystkich od pierwszej minuty.

## Kariera reprezentacyjna
De Klerk jako nastoletni zawodnik nigdy nie występował w reprezentacji kraju na żadnym ze szczebli młodzieżowych. Dopiero w 2015 roku w wieku 23 lat po raz pierwszy został powołany do szerokiego składu drużyny narodowej – począwszy od maja uczestniczył w kilku zgrupowaniach zespołu Heyneke Meyera przygotowującego się do pucharu świata w Anglii. Mimo braku występów w kadrze zawodnik miał nadzieję na udział w mistrzostwach, co jednak się nie powiodło. Po powrocie do zdrowia podstawowych zawodników De Klerk w sierpniu 2015 roku został zwolniony do klubu.
Ostatecznie w ekipie „Springboks” zadebiutował w spotkaniu z Irlandią w czerwcu 2016 roku pod wodzą Allistera Coetzee. Do końca roku wystąpił łącznie w jedenastu meczach, które jednak złożyły się na jedną z najczarniejszych serii w historii południowoafrykańskiej reprezentacji. Gracze z RPA spośród wspomnianych jedenastu pojedynków osiem zakończyli porażką, włączając w to historyczne przegrane z Nową Zelandią (15:57, najwyższa na własnym terenie) czy z Włochami (18:20, pierwsza z tym rywalem). Dodatkowo w kończącym zmagania w roku 2016 listopadowym, przegranym meczu z Walią De Klerk został odesłany na ławkę kar.
W 2017 roku zawodnik stracił uznanie selekcjonera i nie był powoływany chociażby do składu drużyny narodowej na zgrupowania treningowe. Działo się tak nawet pomimo niedostępności z powodu kontuzji czy też zobowiązań klubowych trzech innych graczy występujących na jego pozycji. Co więcej De Klerka pominięto też przy ustalaniu składu drugiej reprezentacji na mecze z mieszaną drużyną French Barbarians
Wprowadzona następnie przez władze South African Rugby Union zasada zabraniająca powoływania graczy występujących na co dzień poza Południową Afryką, o ile nie rozegrali oni co najmniej 30 meczów w kadrze, oznaczała, że De Klerk po przenosinach w połowie 2017 roku do Anglii stracił szansę na grę dla „Springboks”. Jednak gdy stanowisko szkoleniowca objął Rassie Erasmus, od reguły tej szybko odstąpiono, a De Klerk został jednym z pierwszych graczy zza granicy powołanych do kadry. Mimo półtorarocznej przerwy wywodzący się z Nelspruitu łącznik młyna od razu znalazł się w wyjściowym składzie reprezentacji na pierwszy z serii trzech meczów z Anglią. To w dużej mierze dzięki jego energicznej grze i narzucanemu przez niego tempu zawodnicy z RPA zdołali odrobić straty z pierwszej połowy i ostatecznie zwyciężyć 42:39. W ocenienie komentatorów był jednym z najlepszych, jeśli nie najlepszym graczem zawodów. Sam selekcjoner podkreślał później, że dzięki pobytowi w Anglii De Klerk stał się lepszym zawodnikiem. Zwycięstwo w meczu w Johannesburgu stało się początkiem odbudowy południowoafrykańskiej drużyny. W drugiej połowie roku, podczas The Rugby Championship 2018 „Springboks” pokonali w wyjazdowym meczu „All Blacks” 36:34, co udało im się po raz pierwszy od 2009 roku. Pomimo godnego uwagi zwycięstwa, reprezentanci Południowej Afryki rozgrywki te zakończyli na miejscu drugim, ze sporą stratą do Nowej Zelandii. Łącznik młyna w sześciu turniejowych meczach niemal zawsze był obecny na boisku. Zdobył wówczas dwa przyłożenia i był jednym z najważniejszych ogniw swojego zespołu. Znalazło to swoje odzwierciedlenie w nominacji do nagrody światowej federacji dla najlepszego zawodnika roku 2018 na świecie.
Rok później w skróconych z uwagi na puchar świata rozgrywkach zawodnicy RPA wygrali dwa spotkania (z Australią i Argentyną), remisując mecz z Nową Zelandią, dzięki czemu sięgnęli po końcowe trofeum po raz pierwszy od dziesięciu lat. Jako podstawowy zawodnik swojej drużyny De Klerk pod koniec sierpnia otrzymał powołanie do składu na puchar świata w Japonii. Mimo porażki w meczu otwarcia z ekipą „All Blacks”, Południowoafrykańczycy awansowali do fazy pucharowej. W ćwierćfinale pokonali drużynę gospodarzy, a łącznik młyna raz jeszcze pełnił kluczową rolę w drużynie. Zdobył jedno z przyłożeń i został wybrany najlepszym zawodnikiem meczu. Przez cały turniej drużyna „Springboks” ze względów taktycznych wielokrotnie wykopywała piłkę, przenosząc grę na połowę rywali i oddalając ją od własnego pola punktowego. Szczególnie często zagrania takie wykonywał właśnie zawodnik Sale Sharks, który w wygranym półfinale z drużyną Walii aż 19 razy w ten sposób pozbywał się piłki. Taktyka ta, pomimo jej niewątpliwej skuteczności – awansu do wielkiego finału – wywołała falę negatywnych komentarzy tonowanych jednak przez sztab reprezentacji i samego De Klerka. Wskazywano, że jest to element bardziej skomplikowanej gry taktycznej, której przeciętni widzowie mogą nie być w pełni świadomi. Tydzień później, 2 listopada reprezentacja Południowej Afryki sięgnęła po trzeci w swojej historii tytuł mistrzów świata, pokonując w Jokohamie Anglię 32:12.

### Statystyki
Stan na dzień 1 listopada 2019 r.
Występy na arenie międzynarodowej
| Drużyna narodowa  | Rok  | Mecze | Punkty |
| ----------------- | ---- | ----- | ------ |
| Południowa Afryka | 2016 | 11    | 0      |
| Południowa Afryka | 2017 | —     | —      |
| Południowa Afryka | 2018 | 10    | 15     |
| Południowa Afryka | 2019 | 9     | 5      |
| Suma              | Suma | 30    | 20     |

Przyłożenia na arenie międzynarodowej
| Lp. | Data                 | Miejsce                                    | Przeciwnik | Rozgrywki                   |
| --- | -------------------- | ------------------------------------------ | ---------- | --------------------------- |
| 1.  | 9 czerwca 2018       | Ellis Park, Johannesburg                   | Anglia     | mecz testowy                |
| 2.  | 18 sierpnia 2018     | Kings Park Stadium, Durban                 | Argentyna  | The Rugby Championship 2018 |
| 3.  | 29 września 2018     | Nelson Mandela Bay Stadium, Port Elizabeth | Australia  | The Rugby Championship 2018 |
| 4.  | 20 października 2019 | Tokyo Stadium, Chōfu                       | Japonia    | Puchar Świata w Rugby 2019  |

## Nagrody i wyróżnienia
- nominacja do nagrody World Rugby dla najlepszego zawodnika roku 2018 (World Rugby Player of the Year)[55]
- nominacja do nagrody Premiership Rugby dla najlepszego zawodnika sezonu 2017/2018 (Player of the Season)[34]
- miejsce w drużynie sezonu 2017/2018 w Premiership Rugby (Dream Team of the Season)[62]
- nominacja do nagrody Rugby Players’ Association dla najlepszego zawodnika roku 2019 według współzawodników (RPA Players’ Player of the Year)[63]
- nominacja do nagrody The Rugby Union Writers’ Club dla sportowej osobowości roku 2019 (RUWC Sports Personality of the Year)[64]

## Styl gry
De Klerk w młodości wzorował się przede wszystkim na Australijczyku George’u Greganie. Ponadto jako swoich idoli wskazywał także zdobywców pucharu świata w barwach „Springboks” Joosta van der Westhuizena, Percy’ego Montgomery’ego czy reprezentanta Anglii Jasona Robinsona
Jako dojrzały zawodnik zarówno w ataku, jak i w obronie cechuje się wysoką pracowitością. Jak sam wskazywał w jednym z wywiadów prasowych, jego celem w trakcie meczu jest narzucenie przeciwnikom wyższego, bardziej wymagającego tempa gry także poprzez błyskawiczne podania. W grze ofensywnej podejmując piłkę za przegrupowaniem De Klerk często samodzielnie wykorzystuje luki w liniach obronnych rywali. W czasie występów w Południowej Afryce znany był przede wszystkim dzięki swoim akcjom z piłką w rękach, w mniejszym zaś stopniu jako wysokiej klasy rozgrywający. Po przyjeździe do Anglii skupił się na urozmaiceniu swoich zagrań, częściej zaczął taktycznie przenosić piłkę przy pomocy kopów. W 2019 roku zdaniem klubowego kolegi Chrisa Ashtona gracz Sale Sharks był zawodnikiem bardzo wszechstronnym pełniącym w czasie meczu niemalże podwójną rolę łącznika młyna i łącznika ataku.
Mimo swoich nie najlepszych warunków fizycznych De Klerk zasłynął także swoim zaangażowaniem w grę obronną. W okolicy rucka oraz po młynie regularnie wywiera silną presję na podejmującym piłkę łączniku młyna drużyny przeciwnej, co pozwala na spowolnienie gry rywali, wymuszenie niedokładnego zagrania a nierzadko także przejęcie piłki. W innych sytuacjach zawodnik korzystając ze swoich umiejętności czytania gry, orientacji na boisku oraz wrodzonej ruchliwości, po wznowieniu gry błyskawicznie dopada do mającego dopiero otrzymać podanie rywala. W reprezentacji za kadencji Rassiego Erasmusa otrzymał w grze obronnej wolną rolę – jego szarże, choć szczegółowo zaplanowane pod względem taktycznym, zazwyczaj nie były związane bezpośrednio z poruszaniem się pozostałych graczy. W szczególny sposób taktyka ta przykuła uwagę opinii publicznej w trakcie pucharu świata w Japonii w 2019 roku, gdzie reprezentacja RPA zdobyła złoty medal. Stałym elementem jego gry jest także pozostawanie poza pierwszą linią obrony i pilnowanie pola gry na wypadek przedarcia się przez nią zawodnika drużyny przeciwnej. W takiej sytuacji De Klerk zasłynął jako zawodnik nieunikający szarży także wobec znacznie silniej zbudowanych rywali.

## Życie osobiste
De Klerk jest synem Corrie oraz Tobiego. Matka zawodnika pracowała w 2019 roku jako broker ubezpieczeniowy, ojciec zaś był kontrolerem jakości w przedsiębiorstwie zajmującym się ochroną. Tobie uprawiał rugby podczas pobytu w południowoafrykańskiej armii, a następnie – aż do ukończenia 40. roku życia – w miejscowym klubie. Corrie w młodości grała w hokej na trawie.
Faf ma starszego przyrodniego brata, który także ma na imię Tobie.
De Klerk deklaruje się jako chrześcijanin, osoba silnie wierząca.